# Aristyllis omphale
Aristyllis omphale är en insektsart som beskrevs av George Willis Kirkaldy 1906. Aristyllis omphale ingår i släktet Aristyllis och familjen vedstritar. Inga underarter finns listade i Catalogue of Life.